# Élections cantonales de 1992 en Tarn-et-Garonne
Les élections cantonales ont eu lieu les 22 et 29 mars 1992.
Lors de ces élections, 15 des 30 cantons de Tarn-et-Garonne ont été renouvelés. Elles ont vu la reconduction de la majorité PRG dirigée par Jean-Michel Baylet, président du conseil général depuis 1985.

## Résultats à l’échelle du département
Répartition départementale des résultats (2e tour).
- PS (13,26 %)
- PRG (26,88 %)
- Majorité (5,99 %)
- RPR (21,66 %)
- UDF (19,3 %)
- DVD (10,09 %)
- FN (2,82 %)

| Étiquette      | Étiquette                          | Premier tour | Premier tour | Second tour | Second tour | Sièges |
| Étiquette      | Étiquette                          | Voix         | %            | Voix        | %           | Sièges |
| -------------- | ---------------------------------- | ------------ | ------------ | ----------- | ----------- | ------ |
|                | Parti radical de gauche            | 12 402       | 22,65        | 11 451      | 26,88       | 6      |
|                | Parti socialiste                   | 5 142        | 9,39         | 5 648       | 13,26       | 0      |
|                | Parti communiste français          | 3 722        | 6,80         |             |             |        |
|                | Majorité présidentielle            | 1 846        | 3,37         | 2 552       | 5,99        | 0      |
|                | Extrême gauche                     | 460          | 0,84         |             |             |        |
| Gauche         | Gauche                             | 23 572       | 43,05        | 19 651      | 46,13       | 6      |
|                |                                    |              |              |             |             |        |
|                | Union pour la démocratie française | 7 454        | 13,62        | 8 223       | 19,30       | 4      |
|                | Rassemblement pour la République   | 6 122        | 11,18        | 9 227       | 21,66       | 3      |
|                | Divers droite                      | 6 075        | 11,10        | 4 297       | 10,09       | 2      |
|                | Front national                     | 6 010        | 10,98        | 1 202       | 2,82        | 0      |
| Droite         | Droite                             | 25 661       | 46,88        | 22 949      | 53,87       | 9      |
|                |                                    |              |              |             |             |        |
|                | Les Verts                          | 4 241        | 7,75         |             |             |        |
|                | Génération écologie                | 1 273        | 2,33         |             |             |        |
| Écologistes    | Écologistes                        | 5 514        | 10,08        |             |             |        |
|                |                                    |              |              |             |             |        |
| Inscrits       | Inscrits                           | 76 111       | 100,00       | 64 539      | 100,00      |        |
| Abstention     | Abstention                         | 17 793       | 23,38        | 18 609      | 28,83       |        |
| Votants        | Votants                            | 58 318       | 76,62        | 45 930      | 71,17       |        |
| Blancs et nuls | Blancs et nuls                     | 3 571        | 6,12         | 3 330       | 7,25        |        |
| Exprimés       | Exprimés                           | 54 747       | 93,88        | 42 600      | 92,75       |        |

## Résultats par canton

### Canton de Beaumont-de-Lomagne
| Candidats      | Candidats        | Étiquette      | Premier tour | Premier tour | Second tour | Second tour |
| Candidats      | Candidats        | Étiquette      | Voix         | %            | Voix        | %           |
| -------------- | ---------------- | -------------- | ------------ | ------------ | ----------- | ----------- |
|                | Pierre Itou      | PS             | 934          | 24,37        | 1 373       | 37,77       |
|                | Guy Doumayrou    | RPR            | 834          | 21,76        | 2 262       | 62,23       |
|                | Alain Villemur   | DVD            | 597          | 15,58        | Retrait     | Retrait     |
|                | Michel Bosc      | PCF            | 296          | 7,72         |             |             |
|                | Pierre Ravailhe  | Verts          | 291          | 7,59         |             |             |
|                | Claude Pasquier  | FN             | 264          | 6,89         |             |             |
|                | Norbert Magro    | UDF            | 215          | 5,61         |             |             |
|                | René Thau        | DVD            | 151          | 3,94         |             |             |
|                | Gabriel Tartanac | PCF            | 126          | 3,29         |             |             |
|                | Jean-Luc Cardona | UDF            | 125          | 3,26         |             |             |
|                |                  |                |              |              |             |             |
| Inscrits       | Inscrits         | Inscrits       | 5 040        | 100,00       | 5 039       | 100,00      |
| Abstention     | Abstention       | Abstention     | 954          | 18,93        | 1 121       | 22,25       |
| Votants        | Votants          | Votants        | 4 086        | 81,07        | 3 918       | 77,75       |
| Blancs et nuls | Blancs et nuls   | Blancs et nuls | 253          | 6,19         | 283         | 7,22        |
| Exprimés       | Exprimés         | Exprimés       | 3 833        | 93,81        | 3 635       | 92,78       |

### Canton de Castelsarrasin-1
| Candidats      | Candidats             | Étiquette      | Premier tour | Premier tour | Second tour | Second tour |
| Candidats      | Candidats             | Étiquette      | Voix         | %            | Voix        | %           |
| -------------- | --------------------- | -------------- | ------------ | ------------ | ----------- | ----------- |
|                | Robert Benech         | PRG            | 571          | 18,32        | 1 380       | 49,53       |
|                | Jacques Lavigne*      | UDF            | 563          | 18,06        | 1 406       | 50,47       |
|                | Jean-Louis Chavoillon | RPR            | 400          | 12,83        |             |             |
|                | Henri Roubault        | FN             | 306          | 9,82         |             |             |
|                | Michel Metais         | PCF            | 302          | 9,69         |             |             |
|                | Daniel Davesne        | PS             | 246          | 7,89         |             |             |
|                | Jean-Pierre Bonnevie  | PRG            | 164          | 5,26         |             |             |
|                | Jacques Bonnevie      | PRG            | 169          | 5,42         |             |             |
|                | Rolland Simon         | DVD            | 160          | 5,13         |             |             |
|                | Jean-Pierre Pabanel   | Verts          | 145          | 4,65         |             |             |
|                | Sylvie Saint-Ruiz     | GE             | 91           | 2,92         |             |             |
|                |                       |                |              |              |             |             |
| Inscrits       | Inscrits              | Inscrits       | 4 619        | 100,00       | 4 618       | 100,00      |
| Abstention     | Abstention            | Abstention     | 1 290        | 27,93        | 1 605       | 34,76       |
| Votants        | Votants               | Votants        | 3 329        | 72,07        | 3 013       | 65,24       |
| Blancs et nuls | Blancs et nuls        | Blancs et nuls | 212          | 6,37         | 227         | 7,53        |
| Exprimés       | Exprimés              | Exprimés       | 3 117        | 93,63        | 2 786       | 92,47       |

*sortant

### Canton de Caussade
| Candidats      | Candidats      | Étiquette      | Premier tour | Premier tour | Second tour | Second tour |
| Candidats      | Candidats      | Étiquette      | Voix         | %            | Voix        | %           |
| -------------- | -------------- | -------------- | ------------ | ------------ | ----------- | ----------- |
|                | Yvon Collin    | PRG            | 2 194        | 31,20        | 3 354       | 51,25       |
|                | Jean Bonhomme* | RPR            | 2 119        | 30,13        | 3 191       | 48,75       |
|                | José Ibarz     | PS             | 936          | 13,31        |             |             |
|                | Gérald Legier  | FN             | 670          | 9,53         |             |             |
|                | Bernard Grimal | UDF            | 344          | 4,89         |             |             |
|                | Serge Daure    | PCF            | 290          | 4,12         |             |             |
|                | Daniel Redon   | Verts          | 258          | 3,67         |             |             |
|                | Marc Malmoux   | GE             | 222          | 3,16         |             |             |
|                |                |                |              |              |             |             |
| Inscrits       | Inscrits       | Inscrits       | 9 597        | 100,00       | 9 595       | 100,00      |
| Abstention     | Abstention     | Abstention     | 2 193        | 22,85        | 2 547       | 26,55       |
| Votants        | Votants        | Votants        | 7 404        | 77,15        | 7 048       | 73,45       |
| Blancs et nuls | Blancs et nuls | Blancs et nuls | 371          | 5,01         | 503         | 7,14        |
| Exprimés       | Exprimés       | Exprimés       | 7 033        | 94,99        | 6 545       | 92,86       |

*sortant

### Canton de Grisolles
| Candidats      | Candidats           | Étiquette      | Premier tour | Premier tour | Second tour | Second tour |
| Candidats      | Candidats           | Étiquette      | Voix         | %            | Voix        | %           |
| -------------- | ------------------- | -------------- | ------------ | ------------ | ----------- | ----------- |
|                | Jean-Claude Arbeau* | PRG            | 2 002        | 36,61        | 2 410       | 48,79       |
|                | Gérard Gasquet      | UDF            | 1 253        | 22,92        | 1 908       | 38,62       |
|                | René Magnani        | FN             | 783          | 14,32        | 622         | 12,59       |
|                | Gérard Kienlen      | Verts          | 619          | 11,32        |             |             |
|                | Gérard Calvo        | PCF            | 533          | 9,75         |             |             |
|                | Marino Rigoni       | EXG            | 278          | 5,08         |             |             |
|                |                     |                |              |              |             |             |
| Inscrits       | Inscrits            | Inscrits       | 7 723        | 100,00       | 7 722       | 100,00      |
| Abstention     | Abstention          | Abstention     | 1 775        | 22,98        | 2 339       | 30,29       |
| Votants        | Votants             | Votants        | 5 948        | 77,02        | 5 383       | 69,71       |
| Blancs et nuls | Blancs et nuls      | Blancs et nuls | 480          | 8,07         | 443         | 8,23        |
| Exprimés       | Exprimés            | Exprimés       | 5 468        | 91,93        | 4 940       | 91,77       |

*sortant

### Canton de Lafrançaise
| Candidats      | Candidats         | Étiquette      | Premier tour | Premier tour | Second tour | Second tour |
| Candidats      | Candidats         | Étiquette      | Voix         | %            | Voix        | %           |
| -------------- | ----------------- | -------------- | ------------ | ------------ | ----------- | ----------- |
|                | Hervé Sabatie     | PS             | 933          | 33,94        | 1 253       | 46,56       |
|                | Jacques Roset*    | UDF            | 765          | 27,83        | 1 438       | 53,44       |
|                | Charles Mounie    | DVD            | 511          | 18,59        | Retrait     | Retrait     |
|                | Irènée Castagne   | FN             | 235          | 8,55         |             |             |
|                | Alain Issanchou   | Verts          | 111          | 4,04         |             |             |
|                | Olivier Vernezoul | PCF            | 98           | 3,56         |             |             |
|                | Alain Mattens     | GE             | 96           | 3,49         |             |             |
|                |                   |                |              |              |             |             |
| Inscrits       | Inscrits          | Inscrits       | 3 496        | 100,00       | 3 496       | 100,00      |
| Abstention     | Abstention        | Abstention     | 624          | 17,85        | 669         | 19,14       |
| Votants        | Votants           | Votants        | 2 872        | 82,15        | 2 827       | 80,86       |
| Blancs et nuls | Blancs et nuls    | Blancs et nuls | 123          | 4,28         | 136         | 4,81        |
| Exprimés       | Exprimés          | Exprimés       | 2 749        | 95,72        | 2 691       | 95,19       |

*sortant

### Canton de Lauzerte
| Candidats      | Candidats        | Étiquette      | Premier tour | Premier tour | Second tour | Second tour |
| Candidats      | Candidats        | Étiquette      | Voix         | %            | Voix        | %           |
| -------------- | ---------------- | -------------- | ------------ | ------------ | ----------- | ----------- |
|                | Hervé Andrieu    | DVD            | 749          | 24,24        | 1 175       | 38,82       |
|                | Alain Chauve     | DVD            | 662          | 21,42        | 1 095       | 36,17       |
|                | Marcel Dalquié*  | PS             | 630          | 20,39        | 757         | 25,01       |
|                | Jacques Couderc  | UDF            | 392          | 12,69        |             |             |
|                | René Pinede      | FN             | 198          | 6,41         |             |             |
|                | Francis Debarre  | Verts          | 189          | 6,12         |             |             |
|                | Roland Gervais   | RPR            | 142          | 4,60         |             |             |
|                | Nathalie Carreau | PCF            | 128          | 4,14         |             |             |
|                |                  |                |              |              |             |             |
| Inscrits       | Inscrits         | Inscrits       | 3 975        | 100,00       | 3 975       | 100,00      |
| Abstention     | Abstention       | Abstention     | 788          | 19,82        | 838         | 21,08       |
| Votants        | Votants          | Votants        | 3 187        | 80,18        | 3 137       | 78,92       |
| Blancs et nuls | Blancs et nuls   | Blancs et nuls | 97           | 3,04         | 110         | 3,51        |
| Exprimés       | Exprimés         | Exprimés       | 3 090        | 96,96        | 3 027       | 96,49       |

*sortant

### Canton de Moissac-2
| Candidats      | Candidats         | Étiquette      | Premier tour | Premier tour | Second tour | Second tour |
| Candidats      | Candidats         | Étiquette      | Voix         | %            | Voix        | %           |
| -------------- | ----------------- | -------------- | ------------ | ------------ | ----------- | ----------- |
|                | Louis Violle*     | PRG            | 1 262        | 33,44        | 1 628       | 47,90       |
|                | Francis Watrigant | DVD            | 611          | 16,19        | 1 191       | 35,04       |
|                | Evelyne Dutertre  | FN             | 591          | 15,66        | 580         | 17,06       |
|                | Guy Tauriac       | DVD            | 371          | 9,83         |             |             |
|                | Hélène Ruffinoni  | Verts          | 370          | 9,80         |             |             |
|                | Roger Eoche-Duval | RPR            | 299          | 7,92         |             |             |
|                | Yannick Petitou   | PCF            | 270          | 7,15         |             |             |
|                |                   |                |              |              |             |             |
| Inscrits       | Inscrits          | Inscrits       | 5 560        | 100,00       | 5 556       | 100,00      |
| Abstention     | Abstention        | Abstention     | 1 484        | 26,69        | 1 931       | 34,76       |
| Votants        | Votants           | Votants        | 4 076        | 73,31        | 3 625       | 65,24       |
| Blancs et nuls | Blancs et nuls    | Blancs et nuls | 302          | 7,41         | 226         | 6,23        |
| Exprimés       | Exprimés          | Exprimés       | 3 774        | 92,59        | 3 399       | 93,77       |

*sortant

### Canton de Monclar-de-Quercy
| Candidats      | Candidats         | Étiquette      | Premier tour | Premier tour |
| Candidats      | Candidats         | Étiquette      | Voix         | %            |
| -------------- | ----------------- | -------------- | ------------ | ------------ |
|                | Jean-Paul Albert* | DVD            | 1 004        | 60,26        |
|                | Michel Montet     | PCF            | 200          | 12,00        |
|                | Jacques Trepagny  | Verts          | 155          | 9,30         |
|                | André Pellet      | FN             | 140          | 8,40         |
|                | Jérôme Balavoine  | PS             | 103          | 6,18         |
|                | Robert Boirot     | FN             | 64           | 3,84         |
|                |                   |                |              |              |
| Inscrits       | Inscrits          | Inscrits       | 2 298        | 100,00       |
| Abstention     | Abstention        | Abstention     | 553          | 24,06        |
| Votants        | Votants           | Votants        | 1 745        | 75,94        |
| Blancs et nuls | Blancs et nuls    | Blancs et nuls | 79           | 4,53         |
| Exprimés       | Exprimés          | Exprimés       | 1 666        | 95,47        |

*sortant

### Canton de Montaigu-de-Quercy
| Candidats      | Candidats       | Étiquette      | Premier tour | Premier tour |
| Candidats      | Candidats       | Étiquette      | Voix         | %            |
| -------------- | --------------- | -------------- | ------------ | ------------ |
|                | Etienne Brunet* | PRG            | 1 089        | 70,49        |
|                | Nicolas Serrano | FN             | 187          | 12,10        |
|                | Guy Bedel       | PCF            | 155          | 10,03        |
|                | Jacques Aube    | Verts          | 114          | 7,38         |
|                |                 |                |              |              |
| Inscrits       | Inscrits        | Inscrits       | 2 111        | 100,00       |
| Abstention     | Abstention      | Abstention     | 459          | 21,74        |
| Votants        | Votants         | Votants        | 1 652        | 78,26        |
| Blancs et nuls | Blancs et nuls  | Blancs et nuls | 107          | 6,48         |
| Exprimés       | Exprimés        | Exprimés       | 1 545        | 93,52        |

*sortant

### Canton de Montauban-1
| Candidats      | Candidats        | Étiquette      | Premier tour | Premier tour | Second tour | Second tour |
| Candidats      | Candidats        | Étiquette      | Voix         | %            | Voix        | %           |
| -------------- | ---------------- | -------------- | ------------ | ------------ | ----------- | ----------- |
|                | Roland Garrigues | PS             | 1 216        | 29,86        | 1 795       | 49,12       |
|                | Alain Gabach     | UDF            | 864          | 21,21        | 1 859       | 50,88       |
|                | André Garrigue*  | UDF            | 662          | 16,25        | Retrait     | Retrait     |
|                | Louis Duplan     | FN             | 526          | 12,91        |             |             |
|                | Eric Chailloux   | Verts          | 300          | 7,37         |             |             |
|                | Maryline Mandin  | GE             | 278          | 6,83         |             |             |
|                | Bernard Frauciel | PCF            | 227          | 5,57         |             |             |
|                |                  |                |              |              |             |             |
| Inscrits       | Inscrits         | Inscrits       | 5 517        | 100,00       | 5 516       | 100,00      |
| Abstention     | Abstention       | Abstention     | 1 155        | 20,94        | 1 526       | 27,66       |
| Votants        | Votants          | Votants        | 4 362        | 79,06        | 3 990       | 72,34       |
| Blancs et nuls | Blancs et nuls   | Blancs et nuls | 289          | 6,63         | 336         | 8,42        |
| Exprimés       | Exprimés         | Exprimés       | 4 073        | 93,37        | 3 654       | 91,58       |

*sortant

### Canton de Montauban-5
| Candidats      | Candidats         | Étiquette      | Premier tour | Premier tour | Second tour | Second tour |
| Candidats      | Candidats         | Étiquette      | Voix         | %            | Voix        | %           |
| -------------- | ----------------- | -------------- | ------------ | ------------ | ----------- | ----------- |
|                | José Gonzales     | PRG            | 1 176        | 29,70        | 1 651       | 48,33       |
|                | José Poujet       | RPR            | 722          | 18,24        | 1 765       | 51,67       |
|                | José Conquet      | UDF            | 581          | 14,68        |             |             |
|                | Francis Azem      | FN             | 546          | 13,79        |             |             |
|                | Jean-Michel Riha  | Verts          | 362          | 9,14         |             |             |
|                | Hervé Delpech     | PCF            | 303          | 7,65         |             |             |
|                | Christian Labatte | GE             | 269          | 6,79         |             |             |
|                |                   |                |              |              |             |             |
| Inscrits       | Inscrits          | Inscrits       | 5 849        | 100,00       | 5 848       | 100,00      |
| Abstention     | Abstention        | Abstention     | 1 604        | 27,42        | 2 066       | 35,33       |
| Votants        | Votants           | Votants        | 4 245        | 72,58        | 3 782       | 64,67       |
| Blancs et nuls | Blancs et nuls    | Blancs et nuls | 286          | 6,74         | 366         | 9,68        |
| Exprimés       | Exprimés          | Exprimés       | 3 959        | 93,26        | 3 416       | 90,32       |

### Canton de Montauban-6
| Candidats      | Candidats          | Étiquette      | Premier tour | Premier tour | Second tour | Second tour |
| Candidats      | Candidats          | Étiquette      | Voix         | %            | Voix        | %           |
| -------------- | ------------------ | -------------- | ------------ | ------------ | ----------- | ----------- |
|                | Georges Lacombe    | PS             | 1 072        | 25,29        | 1 598       | 44,30       |
|                | Adrien de Santi    | RPR            | 875          | 20,65        | 2 009       | 55,70       |
|                | Jacques Sarroste   | UDF            | 678          | 16,00        | Retrait     | Retrait     |
|                | Jean-Pierre Torres | FN             | 607          | 14,32        |             |             |
|                | Yves Miramont      | Verts          | 443          | 10,45        |             |             |
|                | Francois Glorieux  | GE             | 317          | 7,48         |             |             |
|                | Georges Nadal      | PCF            | 246          | 5,80         |             |             |
|                |                    |                |              |              |             |             |
| Inscrits       | Inscrits           | Inscrits       | 6 373        | 100,00       | 6 370       | 100,00      |
| Abstention     | Abstention         | Abstention     | 1 840        | 28,87        | 2 358       | 37,02       |
| Votants        | Votants            | Votants        | 4 533        | 71,13        | 4 012       | 62,98       |
| Blancs et nuls | Blancs et nuls     | Blancs et nuls | 295          | 6,51         | 405         | 10,09       |
| Exprimés       | Exprimés           | Exprimés       | 4 238        | 93,49        | 3 607       | 89,91       |

### Canton de Montpezat-de-Quercy
| Candidats      | Candidats         | Étiquette      | Premier tour | Premier tour | Second tour | Second tour |
| Candidats      | Candidats         | Étiquette      | Voix         | %            | Voix        | %           |
| -------------- | ----------------- | -------------- | ------------ | ------------ | ----------- | ----------- |
|                | Raymond Massip*   | PRG            | 903          | 47,50        | 1 028       | 55,15       |
|                | Julien Courdesses | DVD            | 662          | 34,82        | 836         | 44,85       |
|                | Véronique Danis   | Verts          | 133          | 7,00         |             |             |
|                | André Quercy      | PCF            | 112          | 5,89         |             |             |
|                | Guy Darnal        | FN             | 91           | 4,79         |             |             |
|                |                   |                |              |              |             |             |
| Inscrits       | Inscrits          | Inscrits       | 2 529        | 100,00       | 2 528       | 100,00      |
| Abstention     | Abstention        | Abstention     | 485          | 19,18        | 566         | 22,39       |
| Votants        | Votants           | Votants        | 2 044        | 80,82        | 1 962       | 77,61       |
| Blancs et nuls | Blancs et nuls    | Blancs et nuls | 143          | 7,00         | 98          | 4,99        |
| Exprimés       | Exprimés          | Exprimés       | 1 901        | 93,00        | 1 864       | 95,01       |

*sortant

### Canton de Saint-Antonin-Noble-Val
| Candidats      | Candidats        | Étiquette      | Premier tour | Premier tour | Second tour | Second tour |
| Candidats      | Candidats        | Étiquette      | Voix         | %            | Voix        | %           |
| -------------- | ---------------- | -------------- | ------------ | ------------ | ----------- | ----------- |
|                | Elie Bories*     | UDF            | 1 012        | 32,26        | 1 612       | 53,10       |
|                | André Massat     | PS             | 918          | 29,26        | 1 424       | 46,90       |
|                | Antoine Vinolo   | DVD            | 597          | 19,03        | Retrait     | Retrait     |
|                | Jean-Pierre Elmi | Verts          | 194          | 6,18         |             |             |
|                | Pierre Donnadieu | EXG            | 182          | 5,80         |             |             |
|                | Marcel Penard    | PCF            | 150          | 4,78         |             |             |
|                | Yves Adell       | FN             | 84           | 2,68         |             |             |
|                |                  |                |              |              |             |             |
| Inscrits       | Inscrits         | Inscrits       | 4 277        | 100,00       | 4 276       | 100,00      |
| Abstention     | Abstention       | Abstention     | 969          | 22,66        | 1 043       | 24,39       |
| Votants        | Votants          | Votants        | 3 308        | 77,34        | 3 233       | 75,61       |
| Blancs et nuls | Blancs et nuls   | Blancs et nuls | 171          | 5,17         | 197         | 6,09        |
| Exprimés       | Exprimés         | Exprimés       | 3 137        | 94,83        | 3 036       | 93,91       |

*sortant

### Canton de Valence
| Candidats      | Candidats           | Étiquette      | Premier tour | Premier tour |
| Candidats      | Candidats           | Étiquette      | Voix         | %            |
| -------------- | ------------------- | -------------- | ------------ | ------------ |
|                | Jean-Michel Baylet* | PRG            | 2 872        | 55,62        |
|                | Bernard Guilhamon   | RPR            | 731          | 14,16        |
|                | Maurice Darre       | FN             | 718          | 13,90        |
|                | Jean-Bernard Meynot | Verts          | 557          | 10,79        |
|                | Hélène Labau        | PCF            | 286          | 5,54         |
|                |                     |                |              |              |
| Inscrits       | Inscrits            | Inscrits       | 7 147        | 100,00       |
| Abstention     | Abstention          | Abstention     | 1 620        | 22,67        |
| Votants        | Votants             | Votants        | 5 527        | 77,33        |
| Blancs et nuls | Blancs et nuls      | Blancs et nuls | 363          | 6,57         |
| Exprimés       | Exprimés            | Exprimés       | 5 164        | 93,43        |

*sortant